# يوشوكو

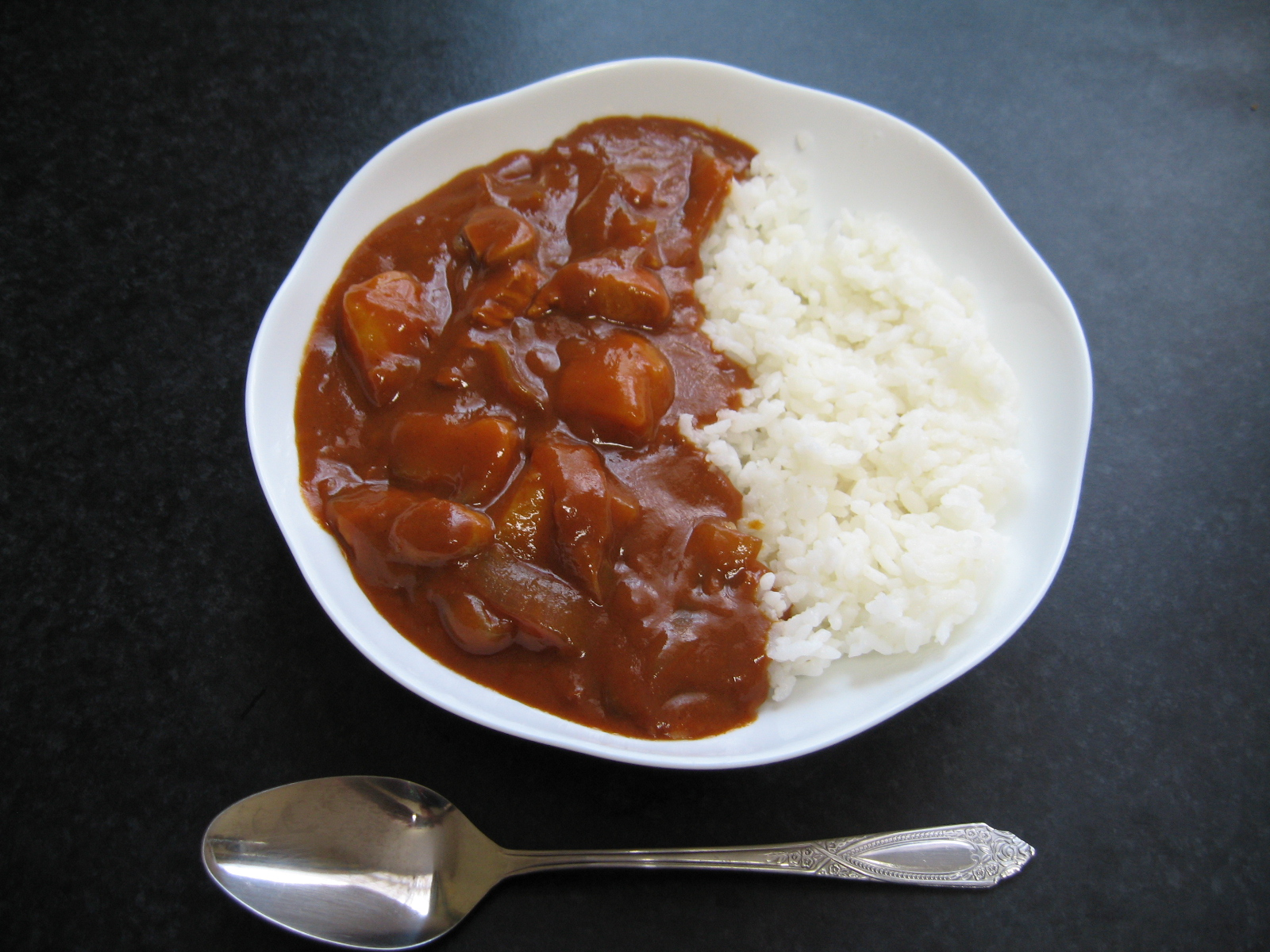
أرز هاياشي

في المطبخ الياباني ،يوشوكو yōshoku (洋食) يعود إلى أسلوب الطهي المتأثر بالغرب الذي نشأ أثناء استعادة مييجي . هذه هي في الأساس أشكال يابانية من الأطباق الأوروبية ، وغالبًا ما تحتوي على أسماء غربية ، وعادة ما تكون مكتوبة بالكاتاكانا .